# 塞斯納獎狀野馬
塞斯納獎狀野馬（英語：Cessna Citation Mustang），510型是一款由西斯納飛行器公司所生產的公務機。野馬型設有四個座位和一個洗手間，以及兩個駕駛席。與其它超輕型噴射機一樣，野馬型獲准以單機師運作。

## 發展
510型野馬於2005年4月23日首飛，2006年9月8日獲得美国联邦航空管理局發出的型號認證，11月9日獲得認證可飛入「已知结冰条件」。首架飛機在2006年11月23日交付，同日獲得FAA的認證。首架零售飛機在2007年4月23日交付。

## 性能

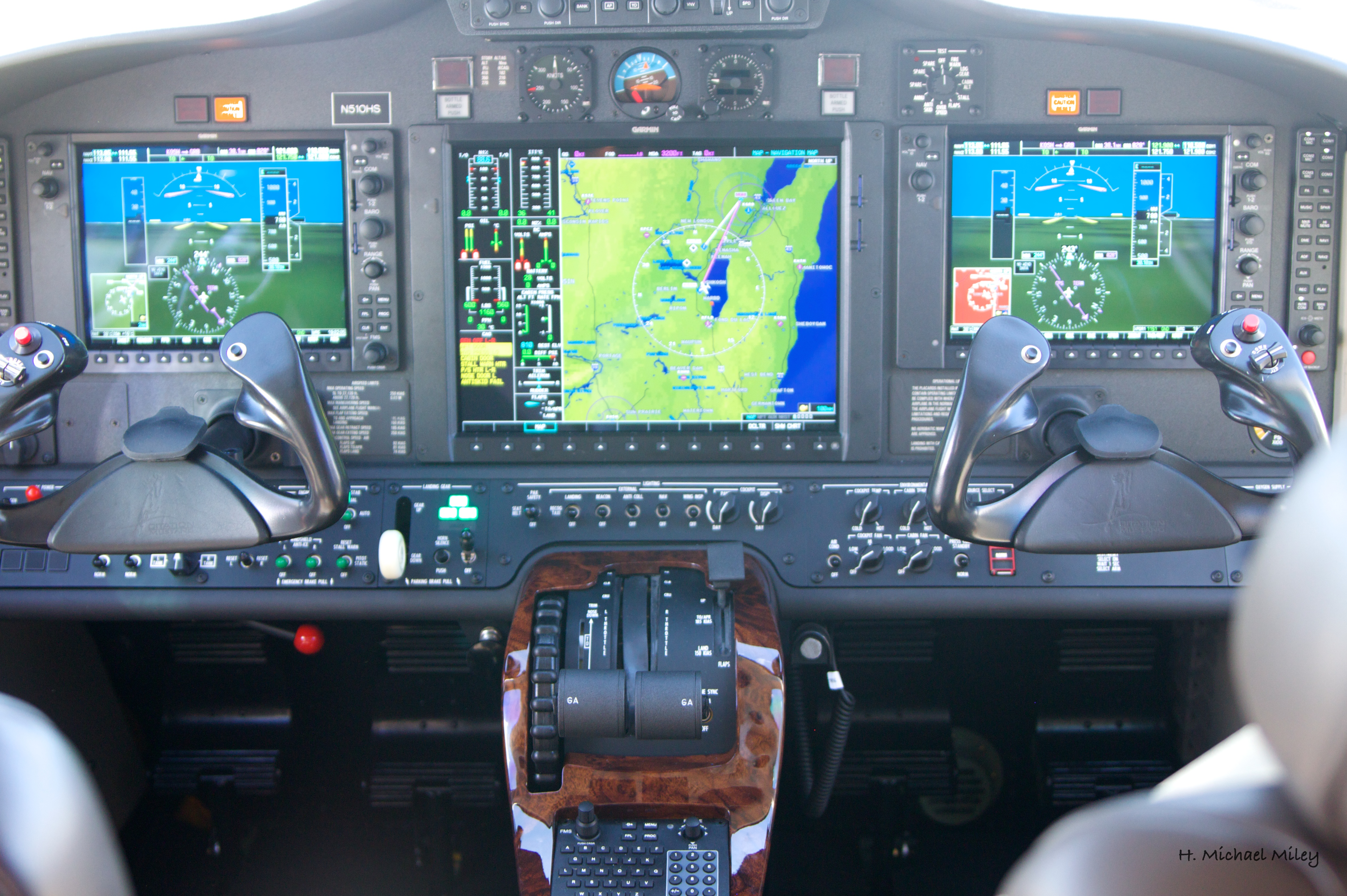
塞斯納獎狀野馬的駕駛艙

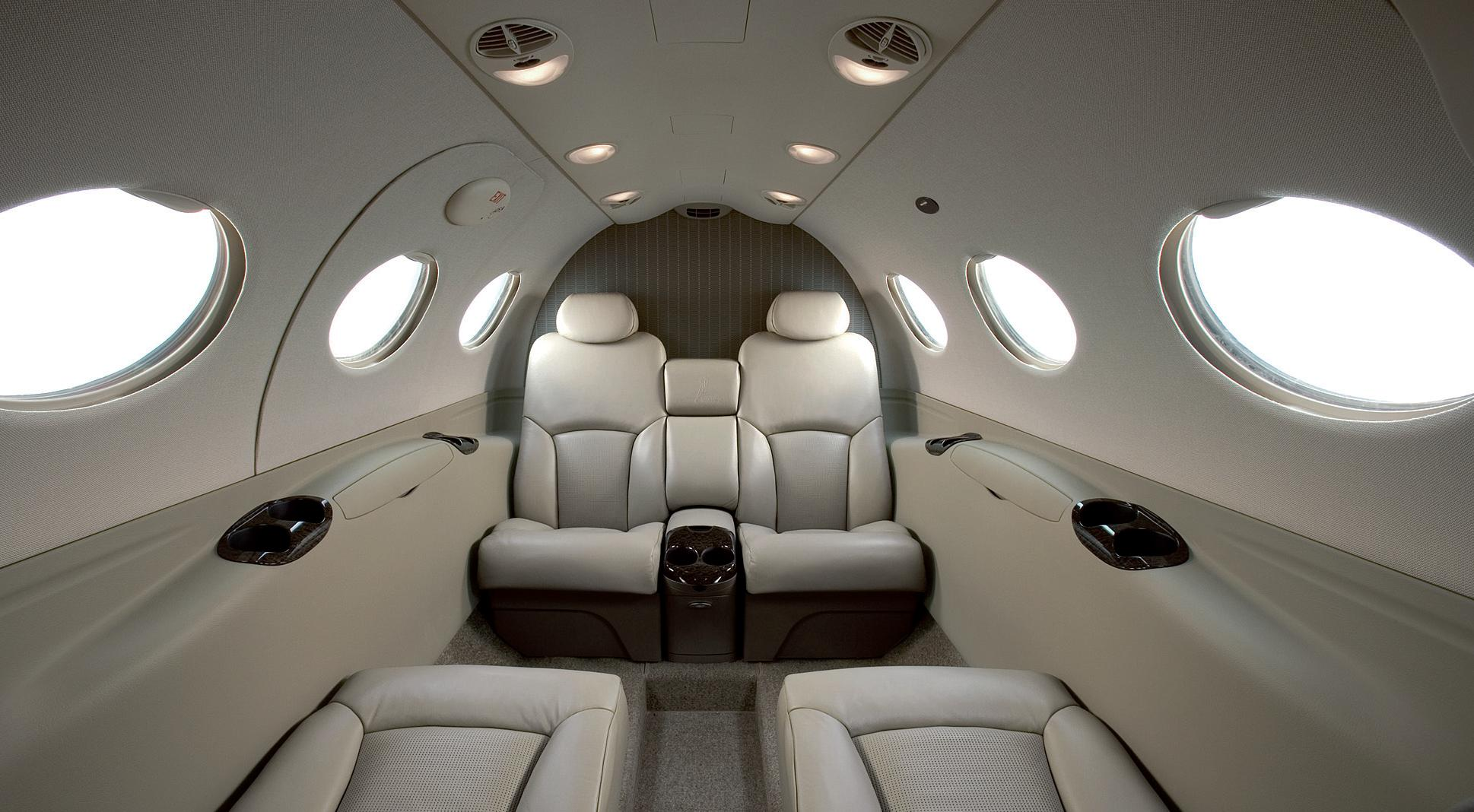
塞斯納獎狀野馬的座艙

参考资料：Cessna Aircraft Company
基本信息
- 机组：1至2人
- 容量：4至5人

性能
- 推重比：0.337（最大起飛重量）
- 起飛所需跑道： 3,110尺（948米）
- 降落所需跑道： 2,380尺（729米）

航電

- Garmin G1000